# Adelaida de Löwenstein-Wertheim-Rosenberg
Adelaida de Löwenstein-Wertheim-Rosenberg (Kleinheubach, Alemanya, 1831 - illa de Wight 1909) va ser una princesa alemanya i reina consort de Portugal (1851-1866).

## Orígens familiars
Nasqué el 3 d'abril de 1831 a Kleinheubach, essent la filla del príncep 
Constantí de Löwenstein-Wertheim-Rosenberg i de la princesa Agnès de Hohenlohe-Langenburg. Per línia paterna era neta del príncep sobirà Carles de Löwenstein-Wertheim-Rosenberg i de la princesa Sofia de Windisch-Grätz mentre que per línia materna era neta del príncep Carles Lluís de Hohenlohe-Lagenburg i de la comtessa Amàlia de Solm-Baruth.

## Núpcies i descendents
Es casà a Kleinheubach, Alemanya, el 24 de setembre de 1851 amb el rei exiliat Miquel I de Portugal. D'aquesta unió nasqueren:
- Maria Neus de Portugal (1852-1941), casada el 1871 amb l'infant Alfons de Borbó.
- Miquel de Bragança (1853-1927), duc de Bragança. Es casà en primeres núpcies amb la princesa Elisabet de Thurn und Taxis i en segones núpcies amb la princesa Maria Teresa de Löwenstein-Wertheim-Rosenberg.
- Maria Teresa de Portugal (1855-1944), casada el 1873 amb l'arxiduc Carles Lluís d'Àustria.
- Maria Josepa de Portugal (1857-1943), casada el 1874 amb el duc Carles Teodor de Baviera
- Adelgundes de Portugal (1858-1956), casada el 1876 amb el príncep Enric de Borbó-Parma, comte de Bardi.
- Maria Anna de Portugal (1861-1942), casada el 1893 amb el gran duc Guillem IV de Luxemburg.
- Maria Antònia de Portugal (1862-1959), casada el 1884 amb el duc Robert I de Parma.

El 1895, dos anys després del matrimoni de la seva última filla, Adelaida, que era una devota catòlica, es va retirar a l'abadia de Sainte-Cécile de Solesmes al nord-oest de França. Hi va professar com a monja el 12 de juny de 1897. La comunitat es va traslladar posteriorment a Cowes i després a Ryde, a l'Illa de Wight, on Adelaida va morir el 16 de desembre de 1909, a l'edat de 76 anys. El 1967, tant el seu cos com el del seu marit van ser traslladats al Panteó Reial de la Casa de Bragança al Monestir de São Vicente de Fora de Lisboa.